# Continental Motors Company
La Continental Motors Company (o semplicemente Continental), fondata nel 1905 a Muskegon in Michigan, era un'azienda statunitense produttrice di motori automobilistici, aeronautici con il nome Continental Aircraft Engine e per un brevissimo periodo, tra il 1932 ed il 1933, di automobili con il proprio marchio.
I motori Continental furono utilizzati da numerose case automobilistiche statunitensi fino agli anni '60 ed a tutt'oggi continua la sua produzione di motori aeronautici come Continental Aerospace Technologies.